# Jambu Karya
Jambu Karya is een bestuurslaag in het regentschap Tangerang van de provincie Banten, Indonesië. Jambu Karya telt 6018 inwoners (volkstelling 2010).